# Hans Koch
Hans Koch (Tangerhütte, 13 agosto 1912 – Danzica, 14 luglio 1955) è stato un militare tedesco, SS-Unterscharführer e membro del personale del campo di concentramento di Auschwitz. È stato perseguito al processo di Auschwitz.

## Biografia
Koch nacque a Tangerhütte. Si iscrisse al partito nazista nel 1937. Come membro delle SS, fu impiegato ad Auschwitz dal 1940 al 1945. In base alla sua precedente formazione professionale, lavorò nel reparto medico occupandosi della disinfezione. Una delle sue responsabilità, insieme all'SS-Oberscharführer Josef Klehr, fu quella di impiegare lo Zyklon B nelle camere a gas. Koch in seguito disse che, dopo aver partecipato a una gasazione, non fu in grado di dormire senza aver prima bevuto grandi quantità di alcol.
Durante il processo di Francoforte negli anni '60, Edward Pys, un sopravvissuto ad Auschwitz, raccontò una gasazione eseguita da Koch:
Pys riferì anche: "Poiché conosco molto bene il tedesco, ho spesso sentito Koch lamentarsi con i suoi amici di aver avuto una notte molto intensa, perché ha dovuto gasare un gran numero di prigionieri nei crematori di Birkenau".
Dopo la guerra, Koch fu arrestato dalle autorità statunitensi nella Germania occupata dagli alleati, dopodiché fu estradato in Polonia il 3 maggio 1947. Fu processato dal Tribunale nazionale supremo al processo Auschwitz a Cracovia dove fu dichiarato colpevole di aver perpetrato il genocidio degli ebrei e condannato all'ergastolo. Il tribunale considerò gli ordini impartitigli come circostanze attenuanti. Morì in prigione a Danzica nel 1955.
Fu notato che, a differenza di molti altri imputati, Koch non si adoperò per torturare e uccidere i prigionieri, cosa che presumibilmente gli consentì di risparmiare l'esecuzione. Durante la sentenza, il tribunale affermò che coloro che ricevettero le condanne a morte operarono oltre quanto richiesto dagli ordini ricevuti. Secondo la corte, ciò dimostrò il loro gusto sadico per ciò che stavano compiendo e per questo non meritassero pietà in cambio.